# 20065 Kminek
20065 Kminek è un asteroide della fascia principale. Scoperto nel 1993, presenta un'orbita caratterizzata da un semiasse maggiore pari a 2,183928 UA e da un'eccentricità di 0,006569, inclinata di 2,152496° rispetto all'eclittica.